# 黒猫チェルシー
黒猫チェルシー（くろねこチェルシー）は、日本のロックバンド。2007年に結成し、2018年に活動休止するまで4人組バンドとして活動。2024年にバンド名を黒猫CHELSEAに改め、2人組として活動再開。

## メンバー
現メンバー
- 渡辺 大知（わたなべ だいち・ボーカル、1990年8月8日 - ）
- 澤 竜次（さわ りゅうじ・ギター、1990年12月11日 - ）

旧メンバー
- 宮田 岳（みやた がく・ベース、1991年2月1日 - ）
- 岡本 啓佑（おかもと けいすけ・ドラム、1990年10月21日 - ）

## 略歴
2007年
- 3月、渡辺大知、澤竜次、宮田岳、岡本啓佑の4人で地元の神戸にて結成。地元のライブハウス、神戸マージービート、バックビートを中心にライブ活動を行う。

2008年
- 日本テレビの音楽番組 『音燃え!』 に地元のライブハウスの推薦で出演。
- 11月2日、初のワンマンライブ『黒猫チェルシーホテル』を行う。

2009年
- 4月8日、高校卒業後拠点を東京に移し、1stミニアルバム『黒猫チェルシー』全国リリース。（UKプロジェクト/DECKREC）
- 夏、渡辺が約2,000人に渡るオーディションの中から抜擢され、映画初出演にして初主演を務めた青春映画 『色即ぜねれいしょん』全国劇場公開。
- 10月12日、黒猫チェルシー自主企画イベント『黒猫チェルシーホテル』を開催。
- 12月13日神戸、12月19日下北沢にてレコ発ワンマンライブを行う、同月2ndミニアルバム『All de Fashion』リリース。

2010年
- 1月30日・31日、自主企画イベント『黒猫チェルシーホテル』2DAYS開催。
- 2月、初となる全国8都市ツアーを行う。
- 3月、『色即ぜねれいしょん』での演技が高く評価され、渡辺大知が日本アカデミー賞新人俳優賞受賞。同時にメジャー移籍を発表。3月20日には、自主企画イベント『黒猫チェルシーホテル 別館』を行う。
- 5月26日、メジャー移籍第一弾アイテム『猫Pack』をソニー・ミュージックアソシエイテッドレコーズよりリリース。同月、2回目となる全国7都市ツアー『猫Packツアー』を行う。
- 11月、『黒猫チェルシーのマニフェスト的ツアー』と題して、東京&大阪&名古屋3都市ワンマンツアーを行う。

2011年
- 3月、全国12都市アルバムプレツアー『黒猫チェルシーTOUR2011 春』を行うが、東日本大震災の為、中止及び振り替えられた。同月、初の海外ライブを台湾・台北市、高雄市2都市で行う。
- 5月25日、1stフルアルバム『NUDE+』をリリース。
- 6月、初の全国12都市ワンマンツアー『NUDE+ TOUR』を行う。
- 11月2日、1枚目のシングル『アナグラ』をリリース。

2012年
- 6月、黒猫チェルシー主催企画『毛細血管GIG』第1回目を神戸VARIT.で開催。

2014年
- 4月、初のベスト盤『Cans Of Freak Hits』をリリース。
- 12月、OKAMOTO'Sとの共演で『ミュージックヒストリーグレイテストゴールデン☆ヒッツラボセミナーゼミナール研究所』を開催。

2015年
- 4月、OKAMOTO’S×黒猫チェルシーとしてARABAKI ROCK FEST.に出演。
- 8月、渡辺が出演するNHK連続テレビ小説『まれ』に劇中のバンドlittle voiceとして出演。同名義でCDリリースおよび8月〜9月に横浜・神戸・七尾・渋谷4都市ツアー『little voice presents 黒猫といく類いまれなツアー』を行う。
- 10月、所属レーベルをソニー・ミュージックアソシエイテッドレコーズからソニー・ミュージックレコーズに変更する。

2016年
- 2月3日、レーベル移籍後初シングル『グッバイ』発売。（『まれ』スピンオフで歌われた『アンラッキーガール』も収録）

2018年
- 6月5日、全国4カ所で行われるツアー『黒猫の恩返し』の9月30日に神戸VARIT.にて行われるツアーファイナル公演をもって活動を休止することを発表[2]。
- 10月16日（当初は9月30日の予定だったが台風の影響で同日に延期）、神戸VARIT.にて行われた「黒猫チェルシー TOUR 2018 黒猫の恩返し」最終公演をもって活動を休止[3]。

2024年
- 5月28日、宮田と岡本が脱退し、バンド名を「黒猫CHELSEA」に改めて渡辺と澤の2人体制で活動再開することを発表[4][5]。

## ディスコグラフィ

### インディーズ

#### ミニアルバム
| 枚  | 発売日        | タイトル       | 規格品番  | 最高位 |
| --- | ------------- | -------------- | --------- | ------ |
| 1st | 2009年4月8日  | 黒猫チェルシー | DCRC-0064 | 196位  |
| 2nd | 2009年12月2日 | All de Fashion | DCRC-66   | 122位  |

### メジャー

#### シングル
| 枚   | 発売日         | タイトル     | 規格品番                                          | 最高位 |
| ---- | -------------- | ------------ | ------------------------------------------------- | ------ |
| 1st  | 2011年11月2日  | アナグラ     | AICL-2316/17（初回限定盤） AICL-2318（通常盤）    | 40位   |
| 2nd  | 2016年2月3日   | グッバイ     | SRCL-8969/70（初回限定盤） SRCL-8971（通常盤）    | 86位   |
| 3rd  | 2016年6月1日   | 青のララバイ | SRCL-9074/5（初回限定盤） SRCL-9076（通常盤）     | 93位   |
| 4th  | 2017年12月13日 | ベイビーユー | SRCL-9614/5（初回生産限定盤） SRCL-9616（通常盤） |        |
| 配信 | 2024年5月29日  | きらーず     |                                                   |        |

### アルバム
| 枚       | 発売日         | タイトル           | 規格品番                                                                            | 最高位 |
| -------- | -------------- | ------------------ | ----------------------------------------------------------------------------------- | ------ |
| 1st mini | 2010年5月26日  | 猫Pack             | AICL-2123/5（初回限定盤） AICL-2126（通常盤）                                       | 26位   |
| 1st      | 2011年5月25日  | NUDE+              | AIJL-5316（アナログ盤／完全生産限定盤） AICL-2248（初回限定盤） AICL-2249（通常盤） | 48位   |
| 2nd mini | 2012年3月21日  | 猫Pack 2           | AICL-2364/5（初回限定盤） AICL-2366（通常盤）                                       | 94位   |
| 2nd      | 2012年10月17日 | HARENTIC ZOO       | AICL-2438/9（初回限定盤） AICL-2440（通常盤）                                       | 94位   |
| Best     | 2014年4月2日   | Cans Of Freak Hits | AICL-2657/8（初回限定盤） AICL-2659（通常盤）                                       | 179位  |
| 3rd      | 2017年2月22日  | LIFE IS A MIRACLE  | SRCL-9320/1（初回生産限定盤） SRCL-9322（通常盤）                                   | 93位   |

### 参加作品
- コンピレーション・アルバム「"69★TRIBE" Cupid Honey Traps Compiled by YOU-DIE!!!」/ 「黒い奴ら」収録（2009年5月1日）
- カバー「どうしようかな」〈村八分〉 映画『色即ぜねれいしょん』主題歌 / Vocal:渡辺大知（黒猫チェルシー）、峯田和伸（銀杏BOYZ）、岸田繁（くるり）（2009年7月8日）
- カバー・トリビュート・アルバム
  - 「THIS IS FOR YOU〜THE YELLOW MONKEY TRIBUTE ALBUM」 / 「パール」カバー参加（2009年12月9日）
  - 「ロマンチスト〜THE STALIN・遠藤ミチロウTribute Album〜」 /「負け犬」カバー参加（2010年12月1日）
- 「涙のふたり / また会おう-バンドver-」NHK連続テレビ小説『まれ』劇中歌 / little voice名義（2015年8月12日）

## タイアップ一覧
| 使用年         | 曲名                              | タイアップ                                                                          |
| -------------- | --------------------------------- | ----------------------------------------------------------------------------------- |
| 黒猫チェルシー |                                   |                                                                                     |
| 2011年         | アナグラ                          | テレビ東京系アニメ『銀魂』エンディングテーマ（第228話 - 第240話）                   |
| 2014年         | サニー                            | 東宝映像事業部配給映画『大人ドロップ』主題歌                                        |
| 2014年         | 息子                              | 東宝映像事業部配給映画『大人ドロップ』挿入歌                                        |
| 2016年         | 青のララバイ                      | テレビ東京系アニメ『NARUTO -ナルト- 疾風伝』エンディングテーマ（第455話 - 第466話） |
| 2016年         | 青のララバイ                      | テレビ東京系『JAPAN COUNTDOWN』2016年5月度エンディングテーマ                        |
| 2016年         | 抱きしめさせて -美登里の部屋ver.- | TBS系「テッペン!・水ドラ!!」枠ドラマ『毒島ゆり子のせきらら日記』劇中歌              |
| 2017年         | 海沿いの街                        | ソニー・ピクチャーズ エンタテインメント配給映画『新宿スワンII』挿入歌               |
| 2017年         | 海沿いの街                        | テレビ朝日系『BREAK OUT』2月度エンディング・トラック                                |
| 2017年         | LIFE IS A MIRACLE                 | 北海道テレビ『夢チカ18』2月度オープニングテーマ                                     |
| 2017年         | ベイビーユー                      | ファントム・フィルム配給映画『勝手にふるえてろ』主題歌                              |
| little voice   |                                   |                                                                                     |
| 2015年         | 涙のふたり                        | NHK連続テレビ小説『まれ』劇中歌                                                     |
| 2015年         | また会おう-バンドver-             | NHK連続テレビ小説『まれ』劇中歌                                                     |

### ヘビーローテーション/パワープレイ

#### テレビ
| 放送年 | 曲名                 | ヘビーローテーション/パワープレイ          |
| ------ | -------------------- | ------------------------------------------ |
| 2009年 | 廃人のロックンロール | スペースシャワーTV 2009年12月度POWER PUSH! |

## 主なライブ

### ワンマンライブ・主催イベント
- 2010年01月30日 - 黒猫チェルシーホテル
- 2010年10月30日〜12月19日 - 黒猫チェルシーのマニフェスト的ツアー
- 2011年03月23日〜04月06日 - 黒猫チェルシー TOUR 2011 春 ＜ワンマン編＞
w/クロワニ / OKAMOTO'S / THE BOHEMIANS / オワリカラ / ねごと
- 2011年06月03日〜07月17日 - 全国ワンマンツアー 『NUDE+ TOUR』
- 2011年11月12日〜12月09日 - 黒猫チェルシー"アナグラ"全国リリースツアー「アナとマタTOUR」
- 2012年03月11日〜03月19日 - 黒猫チェルシーvs OKAMOTO'S presents バトルオブスピリッツステゴロファイティングマッチマスターオブビースト
- 2012年05月06日〜05月20日 - 黒猫チェルシー「猫Pack2」リリースライブパーティー East & West
- 2012年06月11日 - 黒猫チェルシー主催「毛細血管GIG」
w/ファジーロジック / ワッツーシゾンビ
- 2012年08月01日 - 『黒猫チェルシーホテル「鴬の間」』 黒猫チェルシー×The Birthday
- 2012年09月01日〜09月23日 - 黒猫チェルシー『秋の大感謝祭 ツアー2012』
- 2012年10月17日 - 2ndフルアルバム「HARENTIC ZOO」発売記念スペシャルライブ
- 2012年12月07日〜12月08日 - 黒猫チェルシー主催「毛細血管GIG」
w/The SALOVERS
- 2012年12月14日〜12月22日 - バトルオブスピリッツステゴロファイティングマッチマスターオブビーストⅡ
- 2013年01月26日〜02月10日 - 【東名阪ワンマン】『ハレンチック 三大都市 SPECIAL』
- 2013年05月17日〜05月26日 - 黒猫チェルシー主催「毛細血管GIG」
- 2013年08月29日〜09月08日 - OKAMOTO'S+黒猫チェルシーpresents『ミュージックヒストリーグレイテストゴールデン☆ヒッツラボセミナーゼミナール研究所』
- 2013年11月23日〜12月08日 - 黒猫チェルシーワンマンライブ-越冬BUG-
- 2013年12月29日 - 黒猫チェルシー主催「毛細血管GIG」特別編 歳末ビルジャック
w/愛はズボーン / 片岡フグリ / GENSHOU-現象- / The New Crabs / Haiku Youlit / ファジーロジック
- 2014年03月14日 - 黒猫チェルシー主催「毛細血管GIG」Vol.08
w/チャラン・ポ・ランタン / UCARY & THE VALENTINE
- 2014年05月11日〜06月22日 - 『Cans Of Freak Hits』リリースツアー
- 2014年08月30日 - 黒猫チェルシー主催「毛細血管GIG」Vol.09
w/THE NOVEMBERS / Awesome City Club
- 2014年10月19日 - 黒猫チェルシー主催「毛細血管GIG」Vol.10
w/オワリカラ / GLIM SPANKY
- 2014年12月25日 - 黒猫チェルシーのBlack Christmas Night! ～ドキドキプレゼント付～
- 2015年05月06日 - 黒猫チェルシー主催「毛細血管GIG」Vol.11
w/オワリカラ / カーネーション
- 2015年08月30日〜09月25日 - little voice presents 黒猫といく類いまれなツアー
- 2015年10月23日 - 黒猫チェルシー主催「毛細血管GIG」Vol.12
w/プププランド
- 2015年12月13日 - 黒猫チェルシー主催「毛細血管GIG」Vol.13
w/石崎ひゅーい
- 2016年02月26日〜03月27日 - 黒猫チェルシー 2016全国7都市 「グッバイ」リリースツアー
w/IRIKO / GLIM SPANKY / SUPER BEAVER / ザ50回転ズ
- 2016年06月26日〜07月10日 - 2016「青のララバイ」リリース 東名阪ワンマン ～眠らぬ街に黒猫のララバイを～
- 2016年09月19日 - 黒猫チェルシー presents「ネコのコネ vol.1」
- 2017年01月24日 - 黒猫チェルシー presents「ネコのコネ vol.2」
w/フラワーカンパニーズ
- 2017年01月27日 - 黒猫チェルシー presents「ネコのコネ vol.3」
w/プププランド
- 2017年01月28日 - 黒猫チェルシー presents「ネコのコネ vol.4」
w/プププランド
- 2017年03月21日 - 黒猫チェルシー企画「猫Back NIGHT～Re:memberビルジャック～」
w/BLONDnewHALF / JAPANESE GALL まちるだ / The Lillies / the No's / からくりごっこ / ふみもと大すけ / クワレアルギ / 片岡フグリ
- 2017年04月07日〜06月04日 - 黒猫チェルシー TOUR 2017「LIVE IS A MIRACLE」
w/石崎ひゅーい / IRIKO / ミソッカス / 赤い公園
- 2017年09月22日〜09月24日 - 黒猫チェルシー結成10周年 ネコのコネ～大フィーバー3DAYS～
w/タカハシヒョウリ / 真城めぐみ / 直枝政広 / 金田康平 / 木村ウニ
- 2018年03月05日 - 黒猫チェルシー「第1回 輝く!10周年ゴールデンライヴ ～宿命のツーマン～」
- 2018年03月17日 - 第1回 輝く!10周年ゴールデンライヴ ～栄光のワンマン～

### 出演イベント
- 2009年07月07日 - スペースシャワー列伝 第77巻 ～催涙雨(さいるいう)の宴～
- 2009年07月12日 - 京都大作戦2009～暑いのに熱くてごめんな祭～
- 2009年07月18日 - AOMORI ROCK FESTIVAL '09 ～夏の魔物～
- 2009年08月01日 - ROCK IN JAPAN FESTIVAL 2009
- 2009年10月30日 - MINAMI WHEEL 2009 EXTRA -MIDNIGHT STRANGER -
- 2009年11月01日 - MINAMI WHEEL 2009
- 2009年11月20日 - ミドリ 全国2マンツアー「初体験 VS ツアー」
- 2009年11月28日 - 夢チカLIVE VOL.56
- 2009年12月26日 - 年忘れ!お前ら全員丑から寅にしてやるぜ!～共演!これぞ先輩後輩～
- 2009年12月29日 - COUNTDOWN JAPAN 09/10
- 2009年12月30日 - FM802 ROCK FESTIVAL RADIO CRAZY 2009
- 2010年03月06日 - 夢チカLIVE SP in Zepp Sapporo
- 2010年03月21日 - MUSIC CUBE 10
- 2010年03月22日 - SANUKI ROCK COLOSSEUM 2010
- 2010年04月10日 - FACTORY LIVE 0410
- 2010年05月02日 - ARABAKI ROCK FEST.10
- 2010年05月22日 - RUSH BALL★R
- 2010年07月17日 - JOIN ALIVE 2010
- 2010年07月23日 - MUSIC ON! TV presents GG10
- 2010年08月06日 - ROCK IN JAPAN FESTIVAL 2010
- 2010年08月20日 - AOMORI ROCK FESTIVAL '10 ～夏の魔物～
- 2010年08月22日 - MONSTER baSH 2010
- 2010年08月29日 - SPACE SHOWER SWEET LOVE SHOWER 2010 -15th ANNIVERSARY-
- 2010年09月18日 - ART-SCHOOL 10th Anniversary tour 「Anesthesia」
- 2010年09月25日 - 長田大行進曲
- 2010年10月17日 - ベストヒット☆SMA「円山町ロックサーキット」
- 2010年12月28日 - COUNTDOWN JAPAN 10/11
- 2011年03月20日 - MUSIC CUBE 11
- 2011年05月04日 - COMIN'KOBE11
- 2011年07月23日 - JOIN ALIVE 2011
- 2011年07月31日 - RockDaze!2011 -druming-
- 2011年08月07日 - ROCK IN JAPAN FESTIVAL 2011
- 2011年08月27日 - SPACE SHOWER SWEET LOVE SHOWER 2011
- 2011年08月28日 - ARABAKI ROCK FEST.11
- 2011年09月24日 - 長田大行進曲 2011
- 2011年09月25日・27日 - フラワーカンパニーズ「シリーズ・人間の爆発」
- 2011年10月09日・10日・11月16日 - heidi. Live Tour 2011[-Sixthsense Fields-]
- 2011年10月15日 - MINAMI WHEEL 2011
- 2011年10月22日 - Watch Out!!LIVE 2011
- 2011年12月03日 - みやこ音楽祭 '11 昼の部
- 2011年12月17日 - OKAMOTO'S×黒猫チェルシー
- 2011年12月18日 - NAGANO CLUB JUNK BOX 12th Anniversary 欲望とアナグラ
- 2012年02月25日 - DEVILOCK NIGHT THE FINAL
- 2012年03月10日 - FACTORY LIVE 0310
- 2012年03月17日 - MUSIC CUBE 12
- 2012年04月22日 - BASEMENT LIVE vol.2
- 2012年04月29日 - ARABAKI ROCK FEST.12
- 2012年05月01日・03日 - MAN WITH A MISSION DON'T FEEL THE DISTANCE ～8カ所だョ!全員集合 対バン TOUR～
- 2012年05月28日 - QUATTRO MIRAGE VOL.4～"SHIBUYA Comes Alive!"～
- 2012年06月02日 - SAKAE SP-RING 2012
- 2012年06月09日 - tricot 小学生と行く!SPACE TOUR 2012 梅雨
- 2012年07月18日 - MUSIC AND PEOPLE Vol.9
- 2012年08月03日 - ROCK IN JAPAN FESTIVAL 2012
- 2012年08月04日 - ダイナマイトライブ! in OSAKA Vol.2
- 2012年09月15日 - 風とロック芋煮会2012@猪苗代湖
- 2012年10月19日 - RUDE GALLERY x SHINJUKU LOFT presents「Rock of Ages」
- 2012年11月02日 - Droog 2MAN TOUR ALL ROCK HORROW SHOW
- 2012年11月14日 - LIVE! TOWER RECORDS 「Zepp! Step! SMA!」
- 2012年11月17日 - GUN★MASTAR FES. 2012 ～群馬から世界に向けて～
- 2012年12月23日 - THEラブ人間決起集会「下北沢にて'12」
- 2013年01月12日・13日 - ザ50回転ズ Do You Remember R&R Tour?
- 2013年03月02日 - 爆弾ジョニーのイミナシ!TOUR2013 「我が人生にイミナシ!」
- 2013年03月09日 - Rocket Dash Records PRESENTS えーじゃないか
- 2013年03月15日 - タテタカコ「第3ノ金曜日」
- 2013年03月24日 - 唄 -UTA- ～FoZZtone×黒猫チェルシー～
- 2013年03月30日 - きのこ帝国 1st full album "eureka" release tour「すべてを夜へ」
- 2013年04月07日 - 風とロック神戸 LIVE福島 CARAVAN日本 ～そして神戸で出会いましょう～
- 2013年04月14日 - FLiP Presents「RESPECT vol.5 TOUR」
- 2013年04月20日 - オワリカラ presents スペイン坂ロックフェスティバル「渋谷モンパルナス」
- 2013年06月21日・23日・30日 - FEEL THE MUSIC
- 2013年06月29日 - Droog やけっぱちTOUR 2013
- 2013年07月20日 - 夏びらき MUSIC FESTIVAL 2013
- 2013年08月08日 - Summer Trail 2013 ～VINTAGE ROCKの夏合宿～
- 2013年08月09日 - WE LOVE TO PLAY ON THE BEACH! 2013
- 2013年09月22日 - 中津川 THE SOLAR BUDOKAN 2013
- 2013年10月13日 - PUNK AROUND THE WORLD VOL.28 ☆7th ANNIVERSARY☆
- 2013年10月25日 - キュウソネコカミ『試練の2MANシリーズ京阪神Ver.』
- 2013年11月08日・09日 - go!go!vanillas「SHAKE」TOUR 2013
- 2013年11月10日 - school of rock vol.5
- 2013年11月16日 - THEイナズマ戦隊ライブ2013「虎のご返杯」～17(イナ)周年直前・対バンツアー～
- 2013年12月22日 - RED GENERATION[VOL.52PARTY]
- 2013年12月27日 - BASEMENT LIVE ～FINAL～
- 2014年01月10日 - STANCE PUNKS presents『火の玉宣言 vol.38』
- 2014年01月11日 - 心斎橋の如く2014
- 2014年02月23日 - 下北沢パトロール2014
- 2014年03月06日 - ファイティング・ステップ ～炎のタイトルマッチ～
- 2014年03月12日 - 長沢生誕50周年 & Outbreak! 9周年特別企画「ROCK WILL NEVER DIE」
- 2014年03月16日 - HAPPY JACK 2014
- 2014年03月17日 - Mix Box
- 2014年03月18日 - オワリカラ アルバム「サイハテ・ソングス」リリースツアー「from TOKYO to SAIHATE」
- 2014年03月19日 - エレキサーカス46 ～スペシャルスリーマン!～
- 2014年03月24日 - NeoL Scat vol.1
- 2014年04月09日 - 大人ドロップナイト!
- 2014年04月27日 - ARABAKI ROCK FEST.14
- 2014年05月21日 - HARE NOVA Vol.02
- 2014年06月06日 - KING BROTHERS presents 「喧嘩記念日5days×渋谷トウセンビル炎上」
- 2014年06月08日 - RADIO BERRY High-5 PRESENTS『ニュートラルで黒いイナズマ』
- 2014年07月20日 - JOIN ALIVE 2014
- 2014年08月06日 - 神戸VARIT.10th Anniversary "KOBE Goodies Collection"
- 2014年09月07日 - ORESKABAND Presents "LOVE & CALL"
- 2014年09月09日 - Naked Brother Show vol.2
- 2014年09月21日 - EASTSIDEROCKERZ presents PUNK AROUND THE WORLD VOL.34 ～8TH ANNIVERSARY～
- 2014年09月28日 - THEラブ人間決起集会「下北沢にて」プレイベント
- 2014年10月18日・25日・26日・31日・11月01日・02日 - 片山ブレイカーズ&ザ★ロケンローパーティ「KEDA-MONO/MONO-NOKE」ツアー
- 2014年11月03日 - 筑波大学 第40回 雙峰祭
- 2014年11月30日 - THEラブ人間決起集会「下北沢にて' 14」
- 2014年12月03日・05日 - SMA 40th presents『ミュージックヒストリーグレイテストゴールデン☆ヒッツラボセミナーゼミナール研究所』
- 2015年01月17日 - KOBE NIGHT 2015
- 2015年01月18日 - α-STATION In The Groove Presents THEイナズマ戦隊『GOOD-BYE17 / HELLO18』
- 2015年02月09日 - Radio to Live vol.1
- 2015年03月09日 - 震災から4年"明日へ"コンサート
- 2015年04月01日 - SMA40周年記念ファイナルイベント フリーライブ「みんなとうた」
- 2015年04月25日 - ARABAKI ROCK FEST.15
- 2015年04月29日 - COMIN'KOBE15
- 2015年05月15日・17日 - Grateful Year 2015「NOnsenSe MARkeT 1F」
- 2015年06月20日 - Droog presents 3ヶ月連続企画「VS」
- 2015年06月21日 - YATSUI FESTIVAL! 2015
- 2015年09月17日 - STAY HOT FES BOILED BY CUP NOODLE
- 2015年10月11日 - モーモールルギャバン Tour 2015 「Would you be my friend?」～ Champs-Elysées de ツーマン ～
- 2015年10月24日 - ボロフェスタ2015
- 2015年11月05日 - MERRY主催フェス「NOnsenSe MARkeT 3F -ラムフェス-」
- 2015年11月23日 - 下北沢にて'15
- 2015年12月28日 - COUNTDOWN JAPAN 15/16
- 2016年04月17日 - Alaska Jam 6th Anniversary「THE BATTLE OF ALASKA」
- 2016年05月07日 - 忌野清志郎 ロックン・ロール・ショー 日比谷野外大音楽堂 Love&Peace 2016年5月7日
- 2016年06月04日 - SAKAE SP-RING 2016
- 2016年07月03日・04日 - オワリカラ Major 1st Album『ついに秘密はあばかれた』リリースツアー
- 2016年07月17日 - GFB'16
- 2016年09月02日 - 赤い公園の拝啓新宿殿～ロック イン ジャニャン～
- 2016年10月08日 - MINAMI WHEEL 2016
- 2016年10月15日 - 夢チカLIVE VOL.114 × No Maps
- 2016年12月28日 - COUNTDOWN JAPAN 16/17
- 2016年12月31日 - a flood of circle × SHELTER presents "ROCK'N'ROLL NEW SCHOOL <'16-'17 Count Down Party!!!>"
- 2017年03月04日 - 見放題東京2017
- 2017年03月06日 - オワリカラ カワノケンタ企画「拝啓SMA殿」
- 2017年03月18日 - えーじゃないか
- 2017年03月20日 - SANUKI ROCK COLOSSEUM～BUSTA CUP 8th round～
- 2017年03月26日 - IMAIKE GO NOW 2017
- 2017年03月31日 - CRAZY WEST MOUNTAIN 3ヶ月連続スリーマン ～3つの三大トリプルTHREE～
- 2017年04月28日 - JUNK BOX presents「荒吐宵祭～プロジェクトA～」
- 2017年05月07日 - COMIN'KOBE17
- 2017年07月16日 - JOIN ALIVE 2017
- 2017年08月07日・08日 - オワリカラ 会場限定シングルリリースツアー「ベルトコンベアー時代」
- 2017年08月23日 - FENDER×SMA "Sunburst Soul Sessions"
- 2017年08月25日 - THE PINBALLS presents "REVISIT" vol.5
- 2017年09月18日 - TOKYO CALLING 2017
- 2017年09月26日 - NEXT BATTER'S CIRCLE
- 2017年10月26日 - 環七エレジー
- 2017年10月27日 - 20th anniversary! THEイナズマ戦隊 JAPAN TOUR 2017-2018
- 2017年10月29日 - THE BOYS&GIRLS 2nd Album「拝啓、エンドレス様」RELEASE TOUR "ENDLESS SUMMER 2017"
- 2017年11月11日 - THE TOMBOYS「トムボウイズがやってくる ワイ!ワイ!ワイ!ツアー!東京編」
- 2017年12月02日 - 下北沢にて'17
- 2017年12月10日・11日 - CHAI 1st Album「PINK」発売記念『やっぱり育ちたいトゥアー』